# Amerila moorei
Amerila moorei är en fjärilsart som beskrevs av Rothschild 1914. Amerila moorei ingår i släktet Amerila och familjen björnspinnare. Inga underarter finns listade i Catalogue of Life.